# 雪廠街

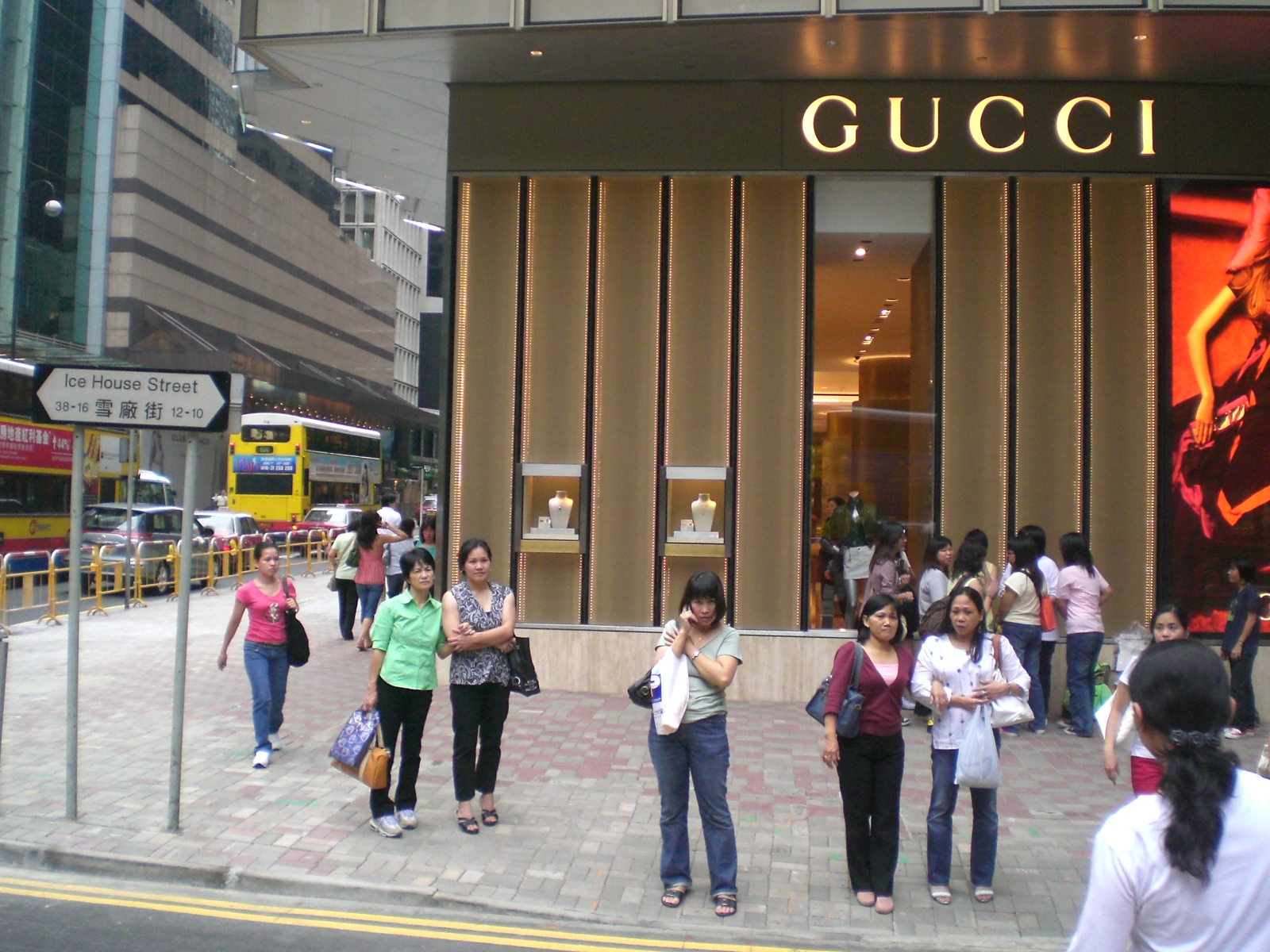
雪廠街中段，近約克大廈

22°16′55.4802″N 114°9′18.342″E / 22.282077833°N 114.15509500°E
雪廠街（英語：Ice House Street）是香港的一條道路，位於香港島中環。是單程下山車道。它的南段連接近藝穗會的雲咸街，而北段則與干諾道中交界。

## 歷史
「雪廠街」的得名，是因以前在这里有一座儲存冰塊的冷藏庫（雪厂其实是雪仓，港人称冰为雪，雪厂就是贮冰的仓库）。1845年4月17日，該冷藏庫在雪廠街建立，供應來自北美洲的冰塊予附近的醫院及居民，直到1880年代為止。
当年香港用的冰都是美国船运而来的天然冰。美国的大湖和河流冬季结冰所产生的冰块，运到香港后，涂上锯屑和糠皮防止溶化，贮入雪厂待用。供应冰块的公司（Ice House Company）成立于1845年，它的贮冰仓设于雪厂街。当时中环尚未填海，雪厂就在海边，运冰船卸货入仓非常方便。
雪厂是一座两层的建筑物，地皮由政府免费批给，期限为75年，附带条件是廉价供应冰块给公立医院。该厂每天出冰两次，一次为上午五时至七时，一次为下午二时至四时，每天消耗量约七百磅。美国冰一度独占香港的冷藏市场，直到1866年左右，凯尔才在湾仔春园街一带设厂自制冰块，与之竞争。
1874年，蘇格蘭工程師約翰·凱爾（John Kyle）在香港開發出第一台製冰機並取得專利，這是一種英國人渴望已久的機器，這對緩解悶熱的夏季十分重要。約翰·凱爾與威廉·貝恩（William Bain）合作利用蒸發壓縮循環制冷系統，在雪廠街設廠生產本地冰，從此冰可在香港工業化大量生產。
1880年以后，香港生產的冰块售价漸低，远道而来的美国冰變得无利可图便停止输入。输入美国冰的丢杜公司（Tudor Ice Company）后来和凯尔改组的香港製冰公司合并，且交由渣甸洋行经营。1883年，港府向渣甸洋行提议，将雪厂街的地皮长期批与该洋行，租期999年，批价12,500元渣甸洋行仅肯出价八千元，并且要分五年缴清，理由是雪厂的地基低于雪厂街的路面，卑湿异常，除了贮冰外难以作其他用途。再后来，雪厂和制冰公司又都卖给牛奶公司。為供應電力予雪廠使用，香港電燈公司於1896年興建了一間小型發電廠「雪廠街發電廠」，而多餘的電力則提供給中環附近一帶的大酒店及電影院。雪厂街的古老雪厂，直至1918年牛奶公司向渣甸洋行收买时仍然存在。

## 軼事
現存位於中環下亞厘畢道和雲咸街交界的舊牛奶公司倉庫（曾用作冰庫），與使雪廠街得名的雪廠建築物並無關係。

## 沿途著名景點
- 藝穗會
- 都爹利街煤氣路燈
- 上海商業銀行大廈
- 皇后大道中
- 置地文華東方酒店
- 置地廣塲
- 東亞銀行大廈
- 皇后大道中九號
- 渣打銀行大廈
- 德輔道中
- 歷山大廈
- 太子大廈
- 聖佐治大廈
- 干諾道中的香港文華東方酒店

## 外部連結
- 【街道搜查】雪廠街冰庫 北美鮮冰坐船來港 即時新聞 果籽 （页面存档备份，存于） 蘋果日報，2015年9月20日